# 인천광역시선거관리위원회
인천광역시선거관리위원회(仁川廣域市選擧管理委員會)는 인천광역시의 선거를 담당하는 기관이다. 인천광역시 미추홀구 석정로 239, 정부인천지방종합청사(10층~12층)에 위치하고 있다. 인천광역시선거관리위원회의 위원은 국회의원의 선거권이 있고 정당원이 아닌 자 중에서 국회에 교섭단체를 구성한 정당이 추천한 사람과 당해 지역을 관할하는 지방법원장이 추천하는 법관 2인을 포함한 3인과 교육자 또는 학식과 덕망이 있는 자 중에서 3인을 중앙선거관리위원회가 위촉하며, 위원장은 당해 선거관리위원회위원 중에서 호선한다.

## 조직

### 위원 선정
- 국회의원의 선거권이 있고 정당원이 아닌 자 중에서 국회에 교섭단체를 구성한 정당이 추천한 사람과, 당해 지역을 관할하는 지방법원장이 추천하는 법관 2인을 포함한 3인과, 교육자 또는 학식과 덕망이 있는 자 중에서 3인을 중앙선거관리위원회가 위촉하며, 위원의 임기는 6년이다.
- 위원장은 위원회의에서 호선하며 지방법원장이 위원장으로 선출되는 것이 관례이고, 상임위원은 중앙선거관리위원회에서 지명한다.

### 비상임위원(6인)

#### 사무처

##### 사무처장
- 총무과
- 선거과
- 지도과
- 홍보과

## 소속 선거관리위원회
- 중구선거관리위원회
- 동구선거관리위원회
- 미추홀구선거관리위원회
- 연수구선거관리위원회
- 남동구선거관리위원회
- 부평구선거관리위원회
- 계양구선거관리위원회
- 서구선거관리위원회
- 강화군선거관리위원회
- 옹진군선거관리위원회